# Macrones subclavatus
Macrones subclavatus là một loài bọ cánh cứng trong họ Cerambycidae.